# Viện Công nghệ Tokyo
Đại học Công nghiệp Tokyo  (東京工業大学 (Đông kinh Công nghiệp Đại học) Tōkyō kōgyō daigaku), thường gọi tắt là Tokyo Tech hay Tōkōdai (東工大 (Đông Công Đại)), là trường chuyên đào tạo công nghệ và khoa học lớn nhất ở Nhật Bản. Trường thường được gọi nhầm là Viện Công nghệ Tokyo.
Trường được thành lập năm 1881 ở Tokyo với tên gọi là Trường Dạy nghề Tokyo. Năm 1929, trường được nân cấp thành đại học và từ năm 2004 trường trở thành trường bán công theo luật mới  Lưu trữ ngày 5 tháng 12 năm 2004 tại Wayback Machine áp dụng cho tất cả các trường đại học quốc lập tại Nhật Bản.
Trường này là một thành viên của LAOTSE, một hệ thống các trường đại học hàng đầu ở châu Âu và châu Á trao đổi sinh viên và học giả cao cấp.

## Các viện và phòng thí nghiệm

### Các viện đào tạo đại học
- Viện Khoa học
- Viện Kỹ thuật
- Viện Khoa học sinh vật và Công nghệ sinh học

### Các viện nghiên cứu sinh
- Viện Khoa học và Kỹ thuật
- Viện Khoa học sinh vật và Công nghệ sinh học
- Viện Khoa học và Kỹ thuật đa ngành
- Viện Khoa học và Kỹ thuật thông tin
- Viện Khoa học và Công nghệ chính xác
- Viện Quản lý Sáng kiến

### Các phòng thí nghiệm Nghiên cứu
- Phòng thí nghiệm Tài nguyên hóa chất
- Phòng thí nghiệm Thông minh và Chính xác
- Phòng thí nghiệm Kết cấu và Vật liệu
- Phòng Thí nghiệm các lò phản ứng hạt nhân

## Các cựu sinh viên nổi tiếng
- Shirakawa Hideki - người đoạt giải Nobel (Hóa học, 2000)
- Kenichi Ohmae - leading business and corporate strategists
- Toshio Dokou
- Shoji Hamada
- Kanjiro Kawai
- Kinsuke Serizawa
- Toshio Ikeda
- Kan Naoto - Thủ tướng thứ 94 của Nhật Bản
- Satoru Iwata - CEO of Nintendo
- Shigeo Hirose - pioneer of Robotics technology